# کورگون (جمهوری آلتای)
کورگون (به لاتین: Korgon) یک منطقهٔ مسکونی در روسیه است که در جمهوری آلتای واقع شده‌است.